# Elio Sparziano (personaggio)
Elio Sparziano è un personaggio letterario creato dalla scrittrice italoamericana Ben Pastor, protagonista di una serie di romanzi e racconti di genere giallo-storico, ambientati nell'Impero Romano all'inizio del IV secolo d.C..
 A differenza dell'Elio Sparziano storico sul quale è modellato, il personaggio letterario è non solo uno scrittore, ma anche un soldato ed un uomo di corte; si trova inoltre ad investigare - spesso per caso - su crimini del passato e del presente.

## Dalla storia ai romanzi
Per creare il protagonista dei suoi romanzi di ambientazione tardo-romana, Ben Pastor ha unito storia ed immaginazione, ma per sua stessa ammissione si è anche fatta ispirare da quanti, prima di lei, si erano sbizzarriti ad ipotizzare i particolari della vita di Elio Sparziano: sir Ronald Syme e Anthony Birley, che già lo avevano pensato come uomo di corte, collezionista ed intellettuale.
 Da Birley in particolare, che è il curatore di The Lives of The Later Caesars, ovvero la versione anglosassone della Historia Augusta, Ben Pastor ha derivato l'idea che Elio Sparziano fosse anche un soldato.

## Lo sfondo storico
Per ciò che riguarda la cronologia, tra le varie possibilità di datazione della Historia Augusta (raccolta di biografie imperiali alla quale è legata la fama di Elio Sparziano come autore storico) l'autrice ha accolto quella che colloca la composizione dell'opera tra la fine del III e l'inizio del IV secolo d.C.: le vicende principali dei suoi romanzi si svolgono infatti attorno al 304-306 d.C., quando Elio Sparziano ha circa trent'anni ed inizia ufficialmente la sua attività di biografo imperiale.
Sono gli anni della cosiddetta tetrarchia, ovvero il sistema politico voluto da Diocleziano in base al quale l'Impero Romano, dato dalla coesistenza della sua parte occidentale con quella orientale, risultava diviso in quattro regioni amministrative, rispettivamente governate dai due Augusti, Diocleziano e Massimiano (gli imperatori veri e propri), affiancati da Galerio e Costanzo Cloro (i Cesari, o viceimperatori destinati alla successione). Roma rimaneva capitale morale dell'Impero, ma ciascuno dei governanti aveva sede in una città adatta a controllare il proprio territorio.
 Diocleziano rivestiva un ruolo preminente (aveva infatti il titolo di Augustus Senior) e in sostanza coordinava l'intero sistema: governava le province orientali e l'Egitto; la sua capitale invernale era Nicomedia, quella estiva Spalato in Dalmazia. Massimiano governava l'Italia e l'Africa, con capitale Milano. Galerio governava le province danubiano-balcaniche, con capitale Sirmio. Costanzo governava Spagna, Gallia e Britannia, con capitale Treviri.
 Il 1º maggio del 305 d.C., come previsto sin dall'inizio, avviena l'avvicendamento al trono: Diocleziano e Massimiano abdicano in favore dei rispettivi Cesari, che assumono dunque il titolo di Augusti; i nuovo Cesari designati sono Severo per la parte orientale dell'Impero e Massimino Daia per quella occidentale. 
 La tetrarchia era un sistema artificialmente progettato per tenere sotto controllo i problemi di gestione dell'impero, ormani territorialmente troppo vasto per un'amministrazione centralizzata, nonché per prevenire rischi e disordini legati alla successione al trono: rischi e disordini di cui nel corso del III secolo si erano avuti numerosi esempi. Tuttavia era anche un sistema molto dipendente dal carisma e dalla fermezza del suo ideatore: in pochi anni si risolve in un fallimento, a causa delle ambizioni personali di alcuni dei personaggi coinvolti. In particolare, gli eventi politici immediatamente successivi all'avvicendamento vengono determinati dallo scontro tra Massenzio (figlio di Massimiano) e Costantino (figlio di Costanzo): a prevalere, dopo la Battaglia di Ponte Milvio del 28 ottobre 312, è infine quest'ultimo.

## Biografia
Elio Sparziano nasce il 24 novembre del 274 d.C. a Castra Martis, in Mesia Prima; cresce poi nell'accampamento di Ulcisa, in Valeria.
 È figlio di Elio Sparto e Giustina Mansueta. I legami famigliari hanno un andamento abbastanza complesso per via dei due successivi matrimoni di Giustina: in prime nozze aveva sposato Elio Bartario poi, rimasta vedova di guerra in giovane età, aveva rispettato le disposizioni testamentarie del marito, sposandone il fratello minore Elio Sparto. Dal primo matrimonio è nata una figlia, dal secondo altre due figlie ed un unico maschio, Elio Sparziano, per il quale dunque Giustina è contemporaneamente madre e zia, mentre la sorellastra gli è anche cugina di primo grado.
 Tutte le sorelle sono a loro volta sposate, e all'epoca delle vicende narrate nei romanzi Elio si ritrove ad essere zio di almeno sette nipoti di entrambi i sessi.
 Nel ramo materno della famiglia ci sono stati schiavi – e poi liberti – che hanno servito anche presso la corte imperiale di Roma. Il ramo paterno della famiglia è invece dedito più tradizionalmente all'attività militare: il bisnonno di Elio era un semplice ausiliario dell'esercito ai tempi di Caracalla; il nonno servì sotto Alessandro Severo, passando poi a sostenere Massimino nel corso della guerra civile; suo padre invece è stato il primo a fare carriera, iniziando come semplice centurione, promosso poi al grado di tribuno militare, e infine pensionato con il titolo di comes, avendo servito sotto ben undici imperatori.
 Elio Sparto, soldato di carriera, è un uomo duro ed un padre intransigente con il quale Elio Sparziano ha rapporti conflittuali, risolti poi dalla lontananza a cui lo costringono gli impegni della sua vita militare.
Elio Sparto muore nell'inverno del 304 d.C.; dopo la sua scomparsa, Elio Sparziano stabilisce con la madre Giustina, finalmente liberata dalla rigidità della vita coniugale, rapporti più profondi ed affettuosi.

## Descrizione psicofisica
Elio Sparziano è alto e longilineo; all'epoca delle vicende narrate nei romanzi ha circa trent'anni e la sua forma fisica, adeguata ad un soldato in attività, è ottima.
 È cittadino romano a pieno titolo, ma l'aspetto nordico - con occhi intensamente azzurri e capelli biondi - tradisce le origini barbare della sua stirpe.
 È un uomo istruito, possiede ottime capacità intellettuali di analisi e memoria; nei confronti della storia, intesa come celebrazione delle glorie imperiali, ma anche come progresso ed esempio da cui imparare, nutre un profondo interesse critico.
 Non spreca le parole ma sa come usarle; ha un carattere riflessivo e poco espansivo, orgoglioso, duro e meticoloso, ma è tutt'altro che privo di umorismo o di ironia, ed è capace di provare sentimenti molto forti. Spesso deve dominare se stesso per trattenere l'ira o l'insofferenza, ed è dotato di una sensualità piuttosto energica.
 Da un punto di vista spirituale, il tratto che maggiormente lo distingue è l'assoluta fedeltà a Roma e all'Impero; conservatore rispettoso delle tradizioni, Elio è però un uomo pragmatico che vive essenzialmente nel presente.

## La formazione
Unico maschio della famiglia, nipote e figlio di soldati, Elio Sparziano è stato destinato quasi naturalmente alla vita militare. Il padre di Elio era un uomo duro che a causa della scarsa istruzione non è riuscito ad andare oltre il grado di tribuno prima di ritirarsi in pensione, ma non appena le migliorate condizioni economiche della famiglia lo hanno permesso, ha voluto che suo figlio potesse godere di maggiori benefici: da bambino Elio ha avuto un precettore privato, poi ha ampliato gradualmente la propria cultura. In seguito, dai quattordici ai diciotto anni ha viaggiato e studiato in Grecia, dove ha ricevuto una formazione sostanzialmente improntata alla dottrina stoica.
 Infine ha poi sviluppato quegli interessi storici che, sotto il patrocinio di Diocleziano e del suo successore Galerio, lo hanno portato a diventare uno dei biografi imperiali.

## La carriera militare e diplomatica
- La carriera militare di Elio inizia verso i diciotto anni, nel reggimento di cavalleria degli Ioviani Palatini, ovvero le guardie di Palazzo di stanza a Nicomedia. Diventato ufficiale dopo la formazione di base, raggiunge il grado di colonnello.[5]
- Nel 296 d.C. Elio combatte in Egitto contro i ribelli che appoggiano il tentativo di usurpazione del trono da parte di Achilleo.
 Durante la guerra civile, poi vinta dalla fazione imperiale, Elio partecipa alla sanguinosa battaglia svoltasi presso il tempio di Hermes-Thoth ad Ermopoli. In un agguato presso Copto rimane gravemente ferito ad opera di un ribelle ebreo, Baruch ben Matthias, che in seguito diventerà invece una sorta di amico ed un prezioso informatore.
- Tra il 296 e il 298 d.C. partecipa alla seconda campagna persiana di Galerio in Armenia, comandando l'Ala Prima Pannonicorum Ursiciana della cavalleria; fa parte delle truppe che prendono la capitale nemica, Ctesifonte, e che in seguito vengono inviate ad ovest per spazzare via le ultime sacche di resistenza, prima di raggiungere con un lungo giro le coste del Mar Nero e il porto di Gerapoli, dal quale si imbarcano per il ritorno.
- Nella primavera del 304 d.C. Elio riceve da parte di Diocleziano l'incarico di recarsi in Egitto per verificare l'applicazione di due editti imperiali: quello sul calmiere dei prezzi e quello contro i cristiani, con particolare riguardo ai processi che coinvolgono militari romani. 
 Deve inoltre raccogliere informazioni storiche sul famoso viaggio compiuto in Egitto dall'imperatore Adriano nell'anno 130, allo scopo di scriverne poi la biografia.
- Nell'inverno del 304 d.C. Diocleziano incarica Elio di recarsi a Mediolanum, nell'Italia Annoniaria, per recapitare un messaggio al cesare Massimiano. A causa delle contingenza storica, la missione diplomatica è delicata e potenzialmente più pericolosa di quanto potrebbe apparire: è infatti imminente l'avvicendamento al trono, previsto per il 1º maggio 305, ma Massimiano ha già chiaramente dimostrato il proprio disaccordo e forse la volontà di opporsi al progetto.
- All'inizio del 305 d.C. Elio, con il suo reggimento, viene inviato sulla frontiera danubiana dove sino a primavera partecipa alle operazioni contro i goti, che hanno tentato di invadere i territori dell'Impero. I combattimenti sono aspri, le perdite romane consistenti, ma i nemici vengono infine respinti.
- Ad inizio maggio del 305 d.C., poco dopo l'abdicazione di Diocleziano, Elio viene inviato in Armenia su ordine del nuovo imperatore d'Oriente Galerio. Ufficialmente dovrebbe consegnare un messaggio conciliatorio a Ter Vishap, un potente satrapo che ha già causato numerosi problemi alla sicurezza dell'Impero e danni alla sua economia. In realtà, poiché si sospetta che Ter Vishap sia l'ex generale romano Paullo Curzio, disertore impazzito, Elio è tacitamente incaricato di trovarlo e ucciderlo.
 Si tratta di una missione estremamente rischiosa - se non dichiaratamente suicida - in cui Elio viene coinvolto anche a causa del mutato clima politico: dopo l'uscita di scena del suo protettore Diocleziano, gli intrighi di corte gli giocano ormai a sfavore.
- Verso la fine di agosto del 305 d.C. il comandante Sparziano viene inviato in Britannia: la sua missione consiste nell'ispezionare gli insediamenti romani nella zona del Vallo di Adriano, al fine di valutarne l'efficienza e l'utilità. 
In seguito all'attacco subito dal forte di Aestiva Transvallum, che ha portato alla perdita dell'intera guarnigione (una quarantina di uomini), Elio si trova però ad investigare su di un mistero che dal passato si sta riversando nel presente. Un paio di ulteriori, inspiegabili, omicidi lo trascinano infine in una sorta di caccia al tesoro la cui fine rimane momentaneamente sospesa.
- Nell'aprile del 306 d.C. Elio raggiunge la Palestina: l'imperatore Galerio gli ha affidato l'organizzazione del censimento dei cristiani presenti nella provincia. L'incarico ufficiale nasconde però il vero scopo del viaggio di Elio: recuperare il tesoro di cui si erano raccolte le prime notizie in Britannia nel corso dell'anno precedente. La missione occulta ha successo e l'ingente somma recuperata finisce a Nicomedia.
- Nell'agosto del 306 d.C. Elio sbarca a Surrentum dove, fingendo interessi storico-turistici, si trattiene in attesa di una convocazione ufficiale che deve condurlo a Roma. La situazione politica dell'impero si sta infatti facendo difficile e Galerio lo ha incaricato di consegnare un messaggio al senatore Massenzio per ammonirlo a non seguire l'esempio di Costantino, che dopo la morte del padre Costanzo Cloro, è stato acclamato dal suo esercito ad Eburacum e si  è impadronito del potere. Mentre attende notizie dall'Urbe Elio viene coinvolto nell'indagine per l'omicidio del ricco imprenditore Pelagio Teodoro; individua il colpevole ma la sua attenzione rimane focalizzata soprattutto sulla missione di cui è stato investito, la quale finisce per rivelarsi ben più complessa e pericolosa di quanto avesse ipotizzato.
 Superati tutti gli ostacoli che gli si sono presentati, Elio raggiunge infine la propria assegnazione in Oriente, sul confine persiano presso il fiume Tigri. L'epilogo della vicenda lascia intendere che il comandante, lontano dall'Italia, non verrà coinvolto nella guerra civile che sta per scatenarsi. Probabilmente assumerà l'incarico di Dux Mesopotamiae, ovvero supremo comandante militare della regione.

## Le donne
- La prima donna di Elio, a quattordici anni, è una prostituta in un bordello a cui lo aveva condotto suo padre. In seguito, durante tutti gli spostamenti della sua vita militare, Elio continuerà a frequentare bordelli di lusso un po' in tutte le parti dell'Impero.
- Proprio in un bordello Elio incontra quella che può essere identificata come la donna più importante della sua vita sentimentale: Thaesis, detta Anubina, una danzatrice di origine greco-egiziana, venduta dalla sua stessa madre al bordello che la bella Thermutis gestisce ad Antinopoli, in Egitto.
 Durante la guerra civile Elio la compra, per goderne i favori in esclusiva; si innamora di lei e prima di abbandonare l'Egitto le rende la libertà, lasciandole anche la casa in cui avevano vissuto insieme nel sobborgo di Filadelfia, e fondi sufficienti ad avviare un'attività commerciale. Anubina, pur avendo partorito una figlia che per lungo tempo Elio crede sua, rifiuterà sempre di sposare il comandante per non essere costretta a condividerne la vita randagia e pericolosa. Sposerà invece un contadino egiziano da cui avrà un figlio maschio; rimasta vedova e perduto il bambino durante l'epidemia di colera del 304 a.C., Anubina rifiuta di nuovo di legarsi ad Elio, che in ogni caso per lei continua a provare amore e gelosia.
In effetti i sentimenti di Elio nei confronti della ex danzatrice gli impediscono di prendere in considerazione qualunque possibilità di un matrimonio utile alla carriera e all'ascesa sociale.
 Nella primavera del 305, mentre Elio è ancora in Armenia, Anubina sposa in seconde nozze Menches (detto anche Sabinus), un piccolo artigiano che potrebbe essere il vero padre di sua figlia. Già incinta di due gemelli al momento del matrimonio, Anubina partorisce nella tarda estate di quello stesso anno e muore, assieme ad uno dei neonati.
La devastante notizia, trasmessa da una lettera dell'amica Thermuthis, raggiunge Elio con un certo ritardo, quando il comandante sta per portare a termine la sua missione in Britannia. Il dolore causato dalla perdita della donna amata e mai dimenticata viene trattenuto, ma per Elio sarà difficile da superare.
- Al tempo della sua partecipazione alle operazioni militari romane contro i ribelli egiziani nel 296 d.C. Elio entra in contatto con Thermuthis, tenutaria di un elegante bordello ad Antinopolis. Bella e intelligente, la donna, caratterizzata da una folta chioma fulva, diventa sua amante. In seguito è lei che vende ad Elio Anubina, la donna di cui il comandante si innamora. Dopo la morte della ragazza Thermuthis, spinta dall'affetto, sostiene Elio al meglio delle proprie capacità e  rimane con lui in costante contatto epistolare. In quel periodo, sopraffatto dal dolore e dagli eventi, proprio in una lettera Elio si spinge a chiedere alla donna di sposarlo; considerando la propria età matura e la propria condizione sociale Thermuthis rifiuta. Tuttavia non toglie ad Elio l'amicizia, la stima e l'appoggio che gli ha sempre fornito. Incontratala di nuovo a Roma nel 306 d.C., Elio rinnova a Thermuthis la sua proposta di matrimonio, ricevendo di nuovo un garbato rifiuto. L'epilogo della storia in cui sono coinvolti lascia però in sospeso la reale sorte futura dei personaggi.
- Dopo la conquista di Ctesifonte nel 298 d.C., al termine della seconda campagna persiana di Galerio, Elio è tra coloro che scoprono l'esistenza dell'harem reale e trovano il modo di utilizzarlo al meglio.
- Verso i venticinque anni, durante il servizio prestato nel palazzo imperiale di Nicomedia, Elio inizia una relazione con la più matura Elena, ex concubina dell'imperatore Costanzo e madre del futuro imperatore Costantino. La relazione, che ha una connotazione fortemente sessuale, non è duratura; viene però brevemente rinnovata quando entrambi si ritrovano a Milano, nell'inverno del 304 d.C. 
 Elio, che per sua natura apprezza sempre ciò che le donne hanno da offrirgli, è gratificato dall'interesse di Elena, ma contemporaneamente è consapevole di doversi guardare dal suo carattere ambizioso e dalla sua tendenza alla manipolazione.
- Nell'inverno fra il 304 e il 305, durante una missione diplomatica tra Augusta Treverorum e Mediolanum che finisce per intersecarsi ad un'indagine per omicidio, Elio conosce Annia Cincia detta Casta. Ancora giovane e bella, la donna è vedova di un maturo proprietario terriero che morendo le ha lasciato il suo intero patrimonio. Convertita al cristianesimo, Cincia ha alienato le sue ricchezze ed è diventata assistente di un presunto guaritore, nonché diaconessa. Dura, astuta, altera e intransigente respinge le rispettose attenzioni riservatele da Elio, molto preoccupato per la sua incolumità; infine, fortemente indiziata per una serie di omicidi, abbandona l'Italia per rifugiarsi in Oriente. Per Elio lascia una lettera nella quale giustifica il proprio operato come tentativo di combattere la misoginia interna alla Chiesa cui appartiene.
 Ancora interessato a lei, Elio la incontra di nuovo qualche mese più tardi, durante una missione in Palestina. Ha con lei un aspro colloquio, durante il quale non la trova minimamente cambiata. Riconoscendo le differenze che lo separano dalla giovane donna, Elio si congeda dalla propria ossessione.
- Nella primavera del 305, durante la missione in Armenia che deve condurlo sino a Ter Vishap, Elio incontra Tarantula, ex prostituta a Trebisonda ed ex acrobata, dal corpo interamente tatuato. La donna ha scelto di vivere sola e indipendente nell'aspro territorio lontano dalla città. Si sostiene grazie ad un piccolo commercio con i villaggi della zona, e occasionalmente si lascia avvicinare dai viandanti di passaggio.
 L'incontro con Elio è breve ma intenso, e molto soddisfacente per entrambi.

### Romanzi
- Il ladro d'acqua, (The Water Thief, 2006), Frassinelli editore, 2007, traduzione di Paola Bonini
- La Voce del fuoco, (The Fire Waker, 2008), Frassinelli editore, 2008, traduzione di Paola Bonini
- Le Vergini di Pietra, (The Stone Virgins, 2007), Sperling & Kupfer editore, 2010, traduzione di Paola Bonini
- La traccia del vento (The Cave of the Winds, 2012), Hobby & Work Publishing, 2012, traduzione di Judy Faellini
- La grande caccia, (The Great Chase, 2019), Mondadori editore, 2020, traduzione di Luigi Sanvito
- La morte delle Sirene (Death of the Sirens, 2023), Mondadori editore, 2023, traduzione di Luigi Sanvito

### Racconti
- Ibis redibis, in "History & Mistery", Piemme, 2008